# Перледо
Перледо (итал. Perledo) је насеље у Италији у округу Леко, региону Ломбардија.
Према процени из 2011. у насељу је живело 608 становника. Насеље се налази на надморској висини од 433 м.

## Становништво
Према резултатима пописа становништва 2011. у општини је живело 1.025 становника.
| 1931. | 1936. | 1951. | 1961. | 1971. | 1981. | 1991. | 2001. | 2011. |
| ----- | ----- | ----- | ----- | ----- | ----- | ----- | ----- | ----- |
| 1.127 | 1.123 | 1.196 | 1.076 | 1.134 | 885   | 820   | 874   | 1.025 |